# Oleg Jankowski
Oleg Iwanowicz Jankowski (ros. Олег Иванович Янковский; ur. 23 lutego 1944 w Żezkazganie, ZSRR, zm. 20 maja 2009 w Moskwie) – rosyjski aktor teatralny i filmowy oraz reżyser polskiego pochodzenia, Ludowy Artysta ZSRR (1991).

## Życiorys
Oleg Jankowski urodził się w Kazachstanie. Jego ojciec, Jan (później zm. na Iwan), sztabskapitan Lejb-gwardyjskiego Pułku Siemionowskiego, pochodził z polskiej szlachty. W latach 30. kilkakrotnie był aresztowany i wypuszczany, w latach 50. zesłany wraz z rodziną do Kazachstanu, zmarł w 1953 w Saratowie. Oleg w 1957 mieszkał u starszego brata, Rościsława, który był aktorem w Mińsku. Po powrocie do Saratowa wstąpił do szkoły teatralnej, którą skończył w 1965. Zaangażował się do tamtejszego teatru, a od 1973 występował na deskach moskiewskiego teatru „Lenkom” pod kierunkiem Marka Zacharowa.
W filmie debiutował w 1968 rolą w dramacie wojennym Tarcza i miecz. Popularność poza granicami ZSRR zdobył rolami w filmach Andrieja Tarkowskiego Zwierciadło (1975) i Nostalgia (1983).
Od 1993 był szefem dorocznego festiwalu filmów rosyjskich „Kinotawr” w Soczi.
Został odznaczony m.in. Orderem „Za zasługi dla Ojczyzny” II, III i IV klasy (2009, 2007, 1995). Ludowy Artysta ZSRR (1991), laureat Nagrody Państwowej ZSRR (1987) oraz dwukrotnie Nagrody Państwowej Federacji Rosyjskiej (1996, 2002).
Był żonaty z aktorką Ludmiłą Zoriną, syn Filip także jest aktorem i reżyserem.
Oleg Jankowski zmarł na raka trzustki. Został pochowany na Cmentarzu Nowodziewiczym w Moskwie.

## Filmografia
- 1968: Tarcza i miecz (Щит и меч) jako Biełow – Weiss
- 1968: Przeciw Wranglowi (Служили два товарища) jako Andriej Niekrasow
- 1969: Ja, Franciszek Skaryna... (Я, Франциск Скорина...) jako Franciszek Skaryna
- 1970: O miłości (О любви)
- 1972: Kierowcy wyścigowe (Гонщики)
- 1974: Gniew (Гнев)
- 1975: Zwierciadło (Зеркало) jako ojciec[3]
- 1975: Cudze listy (Чужие письма) jako Priachin[4]
- 1975: Szczęśliwa gwiazda nad ojczyzną (Звезда пленительного счастья) jako Konrad Rylejew
- 1976: Sentymentalny romans (Сентиментальный роман)
- 1976: Kobietka (Сладкая женщина) jako Tichon[5]
- 1976: Zaufanie jako Piatakow[6]
- 1977: Sprzężenie zwrotne (Обратная связь) jako Sakulin[7]
- 1978: Obrót sprawy (Поворот) jako Wiktor Wiedieniejew[8]
- 1978: Dramat na polowaniu (Мой ласковый и нежный зверь) jako Kamyszew[9]
- 1978: Zwyczajny cud (Обыкновенное чудо) jako Czarodziej
- 1979: Ten sam Münchhausen (Тот самый Мюнхгаузен) jako baron Münchhausen
- 1981: Kapelusz (Шляпа) jako Dmitrij Dienisow[10]
- 1981: Przygody Sherlocka Holmesa i Doktora Watsona: Pies Baskerville’ów (Приключения Шерлока Холмса и доктора Ватсона: Собака Баскервилей) jako Steppleton
- 1982: Zakochany na własne życzenie (Влюблён по собственному желанию)
- 1982: Dom, który zbudował Swift (Дом, который построил Свифт) jako Jonathan Swift
- 1982: Loty w śnie i na jawie (Полёты во сне и наяву)
- 1983: Nostalgia (Ностальгия)
- 1987: Sonata Kreutzerowska (Крейцерова соната)
- 1995: Fatalne jaja (Роковые яйца)
- 2006: Doktor Żiwago (Доктор Живаго)
- 2008: Bikiniarze
- 2009: Anna Karenina (Анна Каренина) jako Aleksiej Karenin
- 2009: Car (Царь) jako metropolita Filip